# Gheorghe Gârniță
Gheorghe Gârniță (* 11. November 1950 in Măgura, Kreis Brașov) ist ein ehemaliger rumänischer Biathlet und derzeitiger Biathlontrainer. Als einziger Biathlet seines Landes gewann er bei Biathlon-Weltmeisterschaften eine Medaille.
Gheorghe Gârniță feierte seinen größten Erfolg bei den Biathlon-Weltmeisterschaften 1974 in Minsk, wo er hinter dem Finnen Juhani Suutarinen und vor dem Norweger Tor Svendsberget die Silbermedaille gewann. Dabei profitierte er von seiner guten Schießleistung, wie der Sieger schoss Gârniță nur einen Fehler. Zwei Jahre später nahm er in Innsbruck an den Olympischen Winterspielen teil und belegte den 31. Platz im Einzel und an der Seite von Nicolae Cristoloveanu, Gheorghe Voicu und Victor Fontana als Schlussläufer den zehnten Rang mit der Staffel. Nach seiner aktiven Karriere wurde Gârniță zunächst Trainer beim S.C. Dinamo Brașov und betreute dort unter anderem Dana Cojocea, Alexandra Stoian und Marian Blaj. 2008 war er Trainer bei CSS Dinamo Râșnov.